# Kleine honingspeurder
De kleine honingspeurder (Indicator minor) is een vogel uit de familie Indicatoridae (Honingspeurders).

## Verspreiding en leefgebied
Deze soort komt wijdverspreid voor in Afrika en telt acht ondersoorten:
- I. m. ussheri (diksnavelhoningspeurder): Sierra Leone tot in Ghana
- I. m. conirostris (diksnavelhoningspeurder): Nigeria tot in westelijk Kenia, Dem. Rep.Congo en West-Angola
- I. m. senegalensis: van Senegal en Gambia tot noordelijk Kameroen, Tsjaad en westelijk Soedan.
- I. m. riggenbachi: van centraal Kameroen tot zuidwestelijk Soedan en westelijk Oeganda.
- I. m. diadematus: centraal Soedan, Ethiopië en noordelijk Somalië.
- I. m. teitensis: van zuidoostelijk Soedan en Somalië tot Zimbabwe en centraal Mozambique.
- I. m. damarensis: van zuidelijk Angola tot centraal Namibië.
- I. m. minor: van zuidelijk Namibië, zuidelijk Botswana en zuidelijk Mozambique tot Zuid-Afrika.